# Teucholabis (Teucholabis) angustifusca
Teucholabis (Teucholabis) angustifusca is een tweevleugelige uit de familie steltmuggen (Limoniidae). De soort komt voor in het Neotropisch gebied.